# Décio Leite Leal
Décio Leite Leal (4 de abril de 1937– 2003), fue un jugador y entrenador de fútbol brasileño.

## Trayectoria
Dirigió la selección dominicana en los Juegos Centroamericanos y del Caribe de 1986 celebrados en Santiago de los Caballeros, donde obtuvo el cuarto lugar. Y en las eliminatorias para los Juegos Olímpicos de Seúl 1988.

## Estadísticas

### Como jugador
| Año     | Club          | PJ | PG | PE | PP |
| ------- | ------------- | -- | -- | -- | -- |
| 1959    | Madureira     | 12 | 1  | 3  | 5  |
| 1959-60 | São Cristóvão | 21 | 5  | 5  | 10 |
| 1961    | Botafogo      | 1  | 1  | 0  | 0  |
| 1962    | Metropol      | 3  | 1  | 1  | 1  |
| 1964    | Canto do Rio  | 15 | 1  | 0  | 14 |

## Clubes

### Como entrenador
| Club                           | Ano       | País                 |
| ------------------------------ | --------- | -------------------- |
| Bangu                          | 1973      | Brasil               |
| Rio Negro                      | 1973      | Brasil               |
| Sampaio Corrêa                 | 1974      | Brasil               |
| Desportiva Ferroviária         | 1975      | Brasil               |
| Bangu                          | 1976      | Brasil               |
| Figueirense                    | 1977      | Brasil               |
| Grêmio Maringá                 | 1978      | Brasil               |
| Mixto                          | 1978      | Brasil               |
| Bangu                          | 1980-1981 | Brasil               |
| Fluminense de Feira            | 1983      | Brasil               |
| Blumenau                       | 1984      | Brasil               |
| Selección República Dominicana | 1986-1989 | República Dominicana |
| AA Cabofriense                 | 1989-1990 | Brasil               |